# Куратченко, Владимир Александрович
Владимир Александрович Куратченко (род. 28 апреля 1948, Омск) — государственный и политический деятель Украины, первый вице-премьер-министр Украины (1999). Председатель Запорожской областной государственной администрации (1998—1999, 1999—2000). Председатель Госкомрезерва Украины (2001—2003). С 2011 года — заместитель генерального директора государственного концерна «Укроборонпром».

## Образование
Окончил Запорожский машиностроительный институт по специальности «радиоинженер».
В 1987—1990 годах обучался в Академии общественных наук при ЦК КПСС.
Кандидат экономических наук (1990). Защитил диссертацию на тему: «Разработка основных положений концепции создания и функционирования специальной экономической зоны в Закарпатской области УССР».

## Биография
С мая 1967 года — слесарь-инструментальщик завода «Радиоприбор» (Запорожье).
С июня 1967 по декабрь 1968 года — проходил действительную военную службы на Тихоокеанском флоте.
С января 1969 по июнь 1985 года — регулировщик, мастер, начальник цеха, заместитель директора по производству завода «Радиоприбор» (Запорожье).
В 1980—1982 годах — находился в командировке в Демократической Республике Афганистан.
С 1985 года — секретарь по вопросам промышленности Запорожского городского комитета КП Украинской ССР.
С 1987 года — инспектор ЦК КП Украинской ССР.
С 1988 года — секретарь по вопросам промышленности Закарпатского областного комитета КП Украинской ССР.
В 1990—1997 годах — генеральный директор ПО «Радиоприбор» (Запорожье).
С декабря 1996 по декабрь 1997 года — заместитель Министра машиностроения, ВПК и конверсии Украины.
С 9 апреля 1998 по 14 января 1999 года — председатель Запорожской областной государственной администрации.
С 14 января по 31 июля 1999 года — Первый вице-премьер-министр Украины в Правительстве Пустовойтенко.
С ноября по декабрь 1999 года — советник Президента Украины Леонида Даниловича Кучмы.
Со 2 декабря 1999 по 14 июня 2000 года — председатель Запорожской областной государственной администрации.
C 7 августа 2001 по 17 апреля 2003 года — Председатель Госкомрезерва Украины.
С 2011 года — заместитель генерального директора государственного концерна «Укроборонпром».

## Личная жизнь
Женат. Имеет две дочери.